# Elgonina dimorphica
Elgonina dimorphica är en tvåvingeart som beskrevs av Amnon Freidberg och Merz 2006. Elgonina dimorphica ingår i släktet Elgonina och familjen borrflugor.
Artens utbredningsområde är Etiopien. Inga underarter finns listade i Catalogue of Life.